# 40106 Erben
40106 Erben este un asteroid din centura principală de asteroizi.

## Descriere
40106 Erben este un asteroid din centura principală de asteroizi. A fost descoperit pe 20 august 1998 la Observatorul din Ondřejov de Petr Pravec. Asteroidul prezintă o orbită caracterizată de o semiaxă mare de 2,93 ua, o excentricitate de 0,16 și o înclinație de 7,3° în raport cu ecliptica.